# مسابقات الاتحاد الأوروبي لكرة القدم

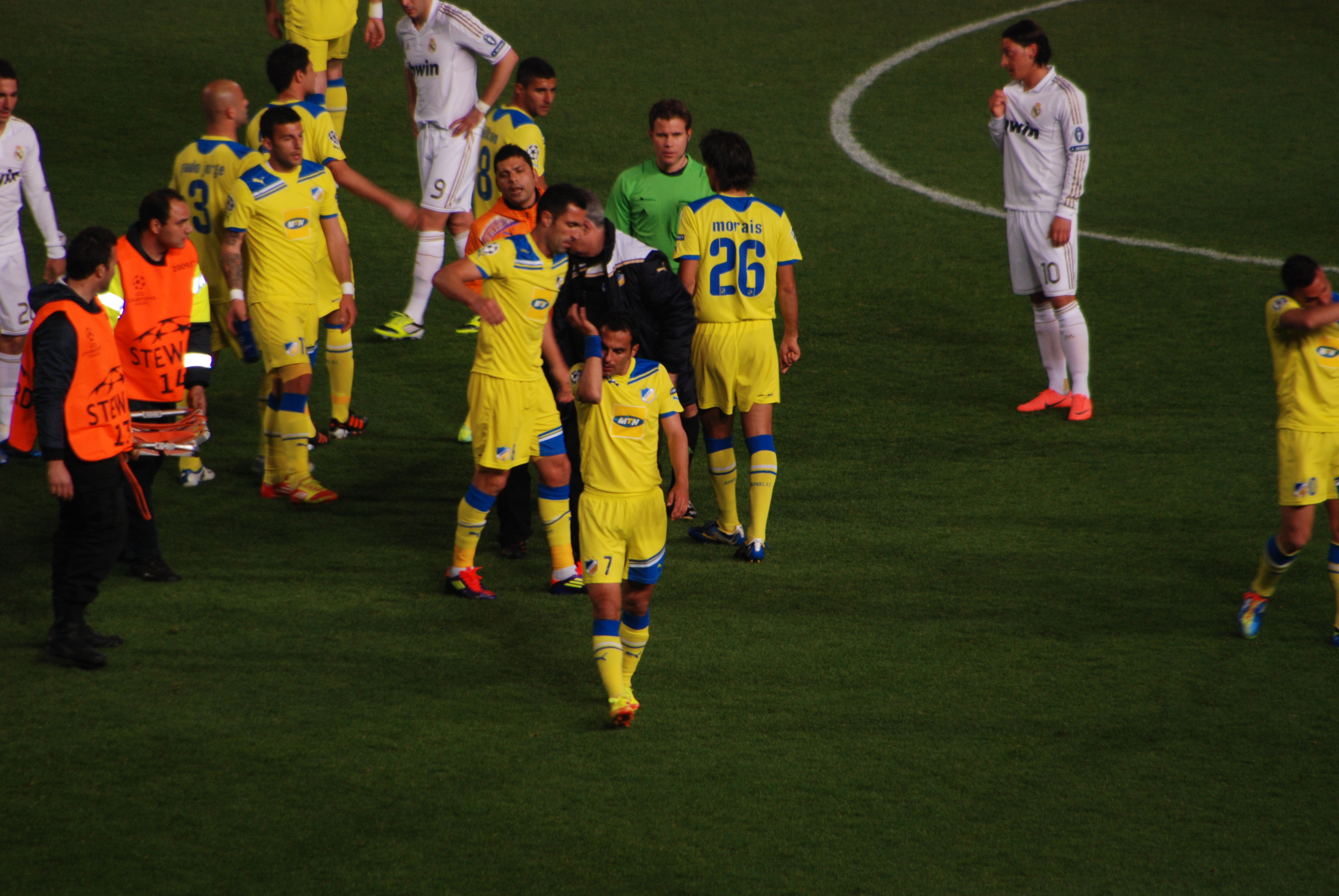
واحدة من مسابقات الاتحاد الأوروبي لكرة القدم

مسابقات الاتحاد الأوروبي (بالإنجليزية: UEFA competitions)‏، والتي تعرف من قبل وسائل الإعلام باسم كرة القدم الأوروبية (بالإنجليزية: European football)‏، هي مجموعة من مسابقات كرة القدم ينظمها الاتحاد الأوروبي لكرة القدم (يويفا UEFA)، منها بطولات كرة قدم للمحترفين ومنها بطولات كرة قدم للهواة ومنها كرة القدم الخماسية.
أطلق هذا المصطلح من قبل الاتحاد الأوروبي لكرة القدم للتمييز بين البطولات التي ينظمها من البطولات الدولية الأخرى التي أقيمت في أوروبا بين عامي 1960 و1990، مثل كأس المعارض الأوروبية المشتركة بين المدن، وكأس جبال الألب وكأس ميتروبا، وكأس أوروبا الوسطى، وكأس لاتينا، والتي هي بطولات غير معترفة بها من قبل الاتحاد الأوروبي. فالاتحاد الأوروبي لكرة القدم هو المنظم الوحيد والقانوني لبطولات كرة القدم في القارة الأوروبية، وهو المسؤول أيضاً عن النتائج وحصر المعلومات والأرقام القياسية في مجال كرة القدم في أوروبا.
فمنذ تأسيس الاتحاد الأوروبي لكرة القدم في عام 1954 أشرف اليويفا على عشرات من البطولات في كرة القدم، منها بطولات للمنتخبات وأخرى للأندية، شملت تلك البطولات الجنسين ومختلف الفئات العمرية، ولم يقتصر أشراف اليويفا على بطولات القدم بل أشرفت ونظمت بطولات في كرة القدم داخل الصالات، يضاف لذلك قيامها من تنظيم بطولتين في كرة القدم للهواة أحداها للمنتخبات والأخرى للفرق، وتعتبر بطولة كأس الأمم الأوروبية التي نظمت لأول مرة عام 1960 أهم بطولة تنظمها للمنتخبات. بينما بطولة دوري أبطال أوروبا التي نظمت لأول مرة عام 1955 هي أهم بطولة تنظمها لأندية القارة.
نادي يوفنتوس الإيطالي هو الفريق الوحيد الذي فاز كل مسابقات الاتحاد الأوروبي لكرة القدم (دوري أبطال أوروبا، وكأس الكؤوس الأوروبية، وكأس الاتحاد الأوروبي، وكأس السوبر الأوروبي، وكأس إنترتوتو).، وهو أول فريق في تاريخ كرة القدم الأوروبية قام بهذا الإنجاز.

## مسابقات الاتحاد الأوروبي

### جارية

#### للمنتخبات الوطنية
- كأس الأمم الأوروبية، وتعرف سابقآً باسم كأس الأمم الأوروبية لكرة القدم، تأسست عام 1960.
  - كأس الأمم الأوروبية تحت 21 سنة لكرة القدم، تأسست عام 1978.
  - كأس الأمم الأوروبية تحت 19 سنة لكرة القدم، تأسست عام 1948 كمسابقة لأقل من 18 عامًا، وأعيد تنظيمها عام 2002 للفئة العمرية الحالية.
  - كأس الأمم الأوروبية تحت 17 سنة لكرة القدم، تأسست عام 1982 كمسابقة لأقل من 16 عامًا، وأعيد تنظيمها عام 2002 للفئة العمرية الحالية.
- دوري الأمم الأوروبية، تأسست عام 2018.
- كأس الأمم الأوروبية لكرة القدم للسيدات، تأسست عام 1984.
  - كأس الأمم الأوروبية للسيدات تحت 19 سنة، تأسست عام 1997.
  - كأس الأمم الأوروبية للسيدات تحت 17 سنة، تأسست عام 2007.
- بطولة أمم أوروبا لكرة القدم داخل الصالات، تأسست عام 1996.
  - بطولة أوروبا تحت 19 سنة لكرة قدم الصالات، تأسست عام 2019.
- بطولة أمم أوروبا لكرة القدم داخل الصالات للسيدات، تأسست عام 2018.

#### للأندية
- دوري أبطال أوروبا، البطولة الأوروبية الأولى لكرة القدم، تعرف سابقاً باسم كأس الأندية الأوروبية البطلة، تأسست عام 1955، وأعيد صياغتها عام 1991.
- الدوري الأوروبي، البطولة الأوروبية الثانية لكرة القدم، تعرف سابقاً باسم كأس الاتحاد الأوروبي، تأسست عام 1971، وأعيد صياغتها عام 2009.
- دوري المؤتمر الأوروبي، البطولة الأوروبية الثالثة لكرة القدم، ستقام بدءاً من عام 2021.
- كأس السوبر الأوروبي، تأسست عام 1999، كانت بالسابق تقام بين بطل دوري أبطال أوروبا مع بطل كأس أبطال الكؤوس الأوروبي والتي دمجت عام 1999 مع كأس الأتحاد الأوروبي.
- كأس المقاطعات الأوروبية تأسست عام 1999.
- دوري أبطال أوروبا للشباب تأسست عام 2013.
- دوري أبطال أوروبا للسيدات تأسست عام 2001، وأعيد صياغتها عام 2009.
- دوري أبطال أوروبا لكرة قدم الصالات تأسست عام 2001.

#### للهواة
- كأس المقاطعات الأوروبية تأسست عام 1999.

### ألغيت

#### للمنتخبات الوطنية
- بطولة أوروبا تحت 21 سنة لكرة قدم الصالات، أقيمت مرة واحدة في عام 2008.
- كأس ميريديان (1997–2007) وهي بطولة مشتركة بين اليويفا والالكاف.

#### للأندية
- كأس الكؤوس الأوروبية (1960–1999)، دمجت عام 1999 دمجت مع كأس الأتحاد الأوروبي.
- كأس الانترتوتو (1995–2008)، أصبحت الأندية التي تتأهل للدوري الأوروبي.
- كأس الإنتركونتيننتال (1960-2004)، وهي بطولة مشتركة بين اليويفا والكونميبول.
- كأس سوبر أبطال الانتركونتيننتال، وهي بطولة مشتركة بين اليويفا والكونميبول، سبقت كأس الإنتركونتيننتال، ولعبت مرتين فقط (1968 و 1969).

#### للهواة
- كأس الاتحاد الأوروبي للهواة، أقيمت أعوام 1967; 1970; 1974 و 1978.

## وصلات خارجية
- الموقع الرسمي
- الاتحاد الأوروبي لكرة القدم